# Прокофьево (Владимирская область)
Прокофьево — деревня в Александровском районе Владимирской области, входит в состав Андреевского сельского поселения.

## География
Деревня расположена на берегу речки Бачевка в 3 км на восток от центра поселения села Андреевское и в 21 км на восток от Александрова, близ автодороги 17А-2 Колокша – Кольчугино – Александров – Верхние Дворики. 

## История
В конце XIX — начале XX века деревня входила в состав Андреевской волости Александровского уезда. В 1859 году в деревне числилось 33 двора, в 1905 году — 49 дворов, в 1926 году — 54 двора.
С 1929 года деревня являлась центром Прокофьевского сельсовета Александровского района, с 1940 года — в составе Андреевского сельсовета, с 1948 года — в составе пригородной зоны города Александрова, с 1965 года — в составе Александровского района, с 2005 года — в составе Андреевского сельского поселения. 

## Население
| 1859 | 1905 | 1926 | 2002 | 2010 | 2021 |
| ---- | ---- | ---- | ---- | ---- | ---- |
| 239  | ↗299 | ↘283 | ↘41  | ↘35  | ↗37  |